# 1165年
| 千纪： | 2千纪 |
| 世纪： | 11世纪 \| 12世纪 \| 13世纪                                                                                                   |
| 年代： | 1130年代 \| 1140年代 \| 1150年代 \| 1160年代 \| 1170年代 \| 1180年代 \| 1190年代                                             |
| 年份： | 1160年 \| 1161年 \| 1162年 \| 1163年 \| 1164年 \| 1165年 \| 1166年 \| 1167年 \| 1168年 \| 1169年 \| 1170年                   |
| 纪年： | 乙酉年（鸡年）；西夏天盛十七年；金大定五年；西辽崇福二年；南宋道元年；大理建德二年；越南政隆寳應三年；日本長寬三年，永萬元年 |

## 大事记
- 宋孝宗以北上中原，收復北宋故地為目的的隆興北伐失敗，宋金簽訂隆興和議取代紹興和議。
- 宋孝宗改元乾道，由於沒有戰事的干擾，宋孝宗專心理政，百姓富裕，五穀豐登，史稱乾淳之治。

## 出生
- 8月21日︰腓力二世，法國卡佩王朝國王。（1223年逝世，58岁）
- 亨利六世（1165年－1197年，32岁），德意志國王、神聖羅馬帝國皇帝及西西里國王。

## 逝世
- 9月5日 二條天皇